# Hélène Barbier
Hélène Barbier, francoska alpska smučarka, * 3. julij 1966, Saint-Étienne-de-Tinée, Francija.
Nastopila je na Svetovnem prvenstvu 1985, kjer je osvojila peto mesto v kombinaciji. V svetovnem pokalu je tekmovala devet sezon med letoma 1982 in 1988 ter dosegla eno uvrstitev na stopničke v slalomu. V skupnem seštevku svetovnega pokala je bila najvišje na 32. mestu leta 1984, ko je bila tudi šestnajsta v veleslalomskem seštevku.
Njen mož je nekdanji hokejist Philippe Bozon, tudi njun sin Timothé Bozon je hokejist.